# Wapen van Bierbeek

Het wapen van Bierbeek sinds 1988.

Het Wapen van Bierbeek is het heraldisch wapen van de Belgische gemeente Bierbeek. Dit wapen werd op 16 september 1988 aan de gemeente toegekend.

## Geschiedenis
Het wapen is gebaseerd op het zegel van de raad van Bierbeek uit 1366, dat tot in de 18e eeuw werd gebruikt. Het wapen is in twee helften gedeeld, met in het ene deel het wapen van Brabant (verwijzend naar de hertogen van Brabant die het dorp in 1284 kochten van de heren van Bierbeek) en in het andere het wapen van de heren van Bierbeek.

## Blazoen
Het huidige wapen heeft de volgende blazoenering:
Gedeeld 1. in sabel een leeuw van goud, geklauwd en getongd van keel 2. in zilver een dwarsbalk van keel.— Ministerieel Besluit van 16 september 1988

## Verwante wapens

Wapen van Brabant.
Wapen van de heren van Bierbeek.